# مدينة الأنعام في بريدة

تقع مدينة الأنعام في منطقة القصيم في مدينة بريدة على الطريق الدائري الشرقي.

## تقسيمات المدينة وأجزاءها
- المسلخ النموذجي الحديث: يحوي مبنى للمسلخ الرئيسي على مساحة قدرها 4000 متر مربع ويحوي مباني إدارية وفنية وخدمية ومباني خدمة للعملاء، صالة ذبح جمال بطاقة 25 رأس بالساعة ووذبح أغنام بطاقة 65 رأس بالساعة ووذبح أبقار الاهالي والجزارين، مسلخ للطيور بمساحة 300 متر مربع، صالة ذبح طواريء بمساحة 300 متر مربع، مباني تحوي ثلاجات وبرادات، مواقف سيارات، بدروم لخدمة وتنظيف الأحشاء وبالإضافة لمرافق عامة وصالات انتظار.
- حراج الإبل: ويتكون من أحواش للأبل عدد 235 حوش بمسطح من 200 إلى 500 متر مربع وبمساحة بمسطح 9400 متر مربع.
- حراج الأغنام والأبقار: يتكون من 207 حوش للأغنام بمسطح من 100 إلي 300 متر مربع وصالة لحراج الاغنام بمسطح 20600 متر مربع و27 حوش للأبقار وساحة لحراج الابقار بمسطح 1500 متر مربع.
- محلات بيع الطيور: تتكون من 28 محل مظلة بمسطح 800 متر مربع.
- سوق الأعلاف: يتكون من 49 محل يتوسطها ساحة لمبيعات الشاحنات بمسطح 6400 متر مربع.